# Speculum orbis terrae
Speculum orbis terrae, Speculum orbis terrarum (Zwierciadło całego świata, Zwierciadło świata, Odzwierciedlenie globu ziemskiego) – atlas geograficzny opublikowany po raz pierwszy w Antwerpii w 1578 roku przez Gerarda de Jode. Jedno z trzech najważniejszych wydawnictw kartografii niderlandzkiej opublikowanych w XVI wieku (pozostałe to Theatrum orbis terrarum Abrahama Orteliusa i Atlas sive Cosmographicae mediatationis de fabrica mundi et fabricati figura... Gerarda Merkatora z 1595 r.).

## Historia dzieła
Gerard de Jode (1509-1591) rozpoczął prace nad Speculum orbis terrae zapewne na przełomie lat 60. i 70. XVI wieku, co sugerują datowane mapy: dwie z 1569 roku i jedna z 1570 roku zamieszczone w pierwszym wydaniu atlasu. Najwcześniej ukończono drugą część dzieła, o czym świadczy wydrukowane w niej kościelne imprimatur z datą 13 września 1573 roku.
Publikacja atlasu jednak się przeciągała. Dopiero w 1575 roku Gerard de Jode uzyskał od cesarza przywilej wydawniczy ważny przez 10 lat, a w 1577 roku od króla Hiszpanii i Niderlandów prawo do wydawania dzieł geograficznych (ważne przez 8 lat). Za datę publikacji pierwszej edycji Speculum orbis terrae uznaje się 1578 r., gdyż ten rok widnieje w drukowanej dedykacji dla Filipa de Lalaing.
Sprzedaż atlasu również napotykała trudności, do czego przyczynił się najpewniej Abraham Ortelius (1527-1598). Obaj kartografowie początkowo się przyjaźnili i współpracowali ze sobą. De Jode wydawał prace Orteliusa (m.in. w 1564 roku ośmioarkuszową mapę świata), a ten ostatni zapewne często korzystał ze zbioru płyt z mapami Niderlandów i Niemiec zgromadzonych przez de Jodego. Kiedy jednak Ortelius rozpoczął prace nad wydaniem Theatrum orbis terrarum – pierwszego uporządkowanego zbioru map – podobną inicjatywę ze strony de Jodego uznał za groźną konkurencję. Ortelius wydał swoje dzieło w 1570 roku, lecz wykorzystując swoje znajomości utrudniał de Jodemu uzyskanie zezwoleń na druk Speculum orbis terrarum, aby zapewnić Theatrum... monopol na rynku księgarskim. Co więcej, w 1579 roku otrzymał przedłużenie na 10 lat swojej licencji na druk map z opisem, co pozwoliło mu znacznie ograniczyć dystrybucję atlasu de Jodego. Doszło nawet do sporu sądowego, który zakończył się w 1588 roku wypłaceniem de Jodemu przez Orteliusa 265 florenów za całkowite wycofanie Speculum... z rynku.
W 1593 roku syn Gerarda de Jode, Cornelis (1568-1600), opublikował drugie wydanie atlasu swego ojca, chcąc zapewne przełamać monopol Orteliusa. Rynek był jednak całkowicie zdominowany przez Theatrum orbis terrarum, którego do 1593 roku ukazało się 21 wydań w różnych językach. Mimo że druga edycja Speculum... pod wieloma względami była doskonalsza niż pierwowzór, nie zyskała wielu nabywców. Po śmierci Cornelisa płyty z mapami zakupił Jan Baptista Vrients (1552-1612), który nabył także płyty Orteliusa. Badacze sugerują, że albo planował publikację wspólnego dzieła obu kartografów, albo chciał zapobiec wznowieniom dzieła Gerarda i Cornelisa de Jodych.
Nie jest znany nakład obu edycji atlasu. Piotr Pawłowski ostrożnie szacuje, że mogło to być nie więcej niż 50 egzemplarzy pierwszego wydania i być może niewiele więcej drugiego. Zapewne część egzemplarzy została rozszyta i składające się nań mapy sprzedawano oddzielnie. Zgodnie z ówczesną praktyką były one zresztą dostępne w handlu równocześnie z dystrybucją obydwu edycji atlasu, co dodatkowo utrudnia ustalenie nakładu Speculum orbis terrae.
Przez współczesnych uczonych atlas był jednak wysoko ceniony: Petrus Montanus w przedmowie do atlasu Germania inferior Petrusa Kaeriusa stawiał dzieło de Jodych na równi z Theatrum... Orteliusa czy Atlas sive Cosmographicae mediatationis de fabrica mundi et fabricati figura... Gerarda Merkatora (1512-1594) z 1595 roku.

## Wydanie pierwsze (1578 rok)
Pierwsze wydanie atlasu Gerarda de Jodego ukazało się w Antwerpii pt. SPECVLVM | ORBIS | TERRARVM. Przyjętą w literaturze datę wydania podaje się na podstawie dat dedykacji zamieszczonych w atlasie. Dzieło wydrukowano w oficynie antwerpskiego drukarza Gerarda Smitsa. Autorem pierwszej dedykacji był Hans (Jan) van Schille (?-1586) – inżynier i geograf z Antwerpii. Z kolei list dedykacyjny skierowany do Filipa de Lalaing, gubernatora Hainault, wstęp i opisy map przygotował Daniel Cellarius (Keller) – niemiecki lekarz i geograf osiadły w Niderlandach. Ponad połowa tablic była rytowana przez braci: Johannesa i Lukasa van Deutecum (Doetechum, Doetichum, Doetechum, Doet). Od około 1563 roku pracowali w Antwerpii dla Gerarda de Jode i innych wydawców, a specjalizowali się m.in. w miedziorytach kartograficznych. W atlasie znalazły się mapy opracowane zarówno przez Gerarda de Jode, jak i znakomitych ówczesnych kartografów m.in. Giacomo Gastaldiego, Pirro Ligoria, Alvra Seco, Heinricha Zella czy Wolfganga Lazino.
Atlas składa się z dwóch części z osobnymi stronami tytułowymi (frontispisami), dwiema dedykacjami, spisem 92 autorów, których dzieła wykorzystano w atlasie (głównie do opracowania opisów na odwrotach map) i obszerną erratą. W sumie znalazło się w nim 65 tablic z 90 mapami, ale tylko 4 mapy posiadają daty wykonania (dwie – 1569 rok i po jednej z 1570 roku i 1577 roku). Poszczególne tablice ponumerowano cyframi rzymskimi, a na verso większości map znalazły się łacińskie objaśnienia.
W części pierwszej na 27 tablicach zamieszczono 43 mapy świata i poszczególnych jego części, południowej i zachodniej Europy (Grecja, Włochy, Francja, Hiszpania, Portugalia, Wielka Brytania), Ziemi świętej, Turcji. Natomiast w drugiej części, zatytułowanej SPECVLVM | GEOGRAPHICVM | TOTIVS | GERMANIAE | IMPERIVM REPRAE SENTANS znalazło się 38 tablic z 47 mapami m.in. terenów dzisiejszych Niemiec, krajów nordyckich, Rosji, Czech, Węgier, Austrii, Niderlandów i Belgii.
Ziemie częściowo składające się na dzisiejszą Polskę ukazano w części 2. na 3 mapach: PRVSSIAE SEV | Pruteniae chorogra= | phia (folio IIII, Prusy tj. Pomorze Gdańskie/Wschodnie, Warmia, Mazury), POLONIAE | AMPLISSIMI | REGNI TYPVS | GEOGRAPHICUS (folio VII, Polska, Litwa, Białoruś, Ukraina), SILESIAE DVCATVS TYPICE (folio IX, Śląsk).

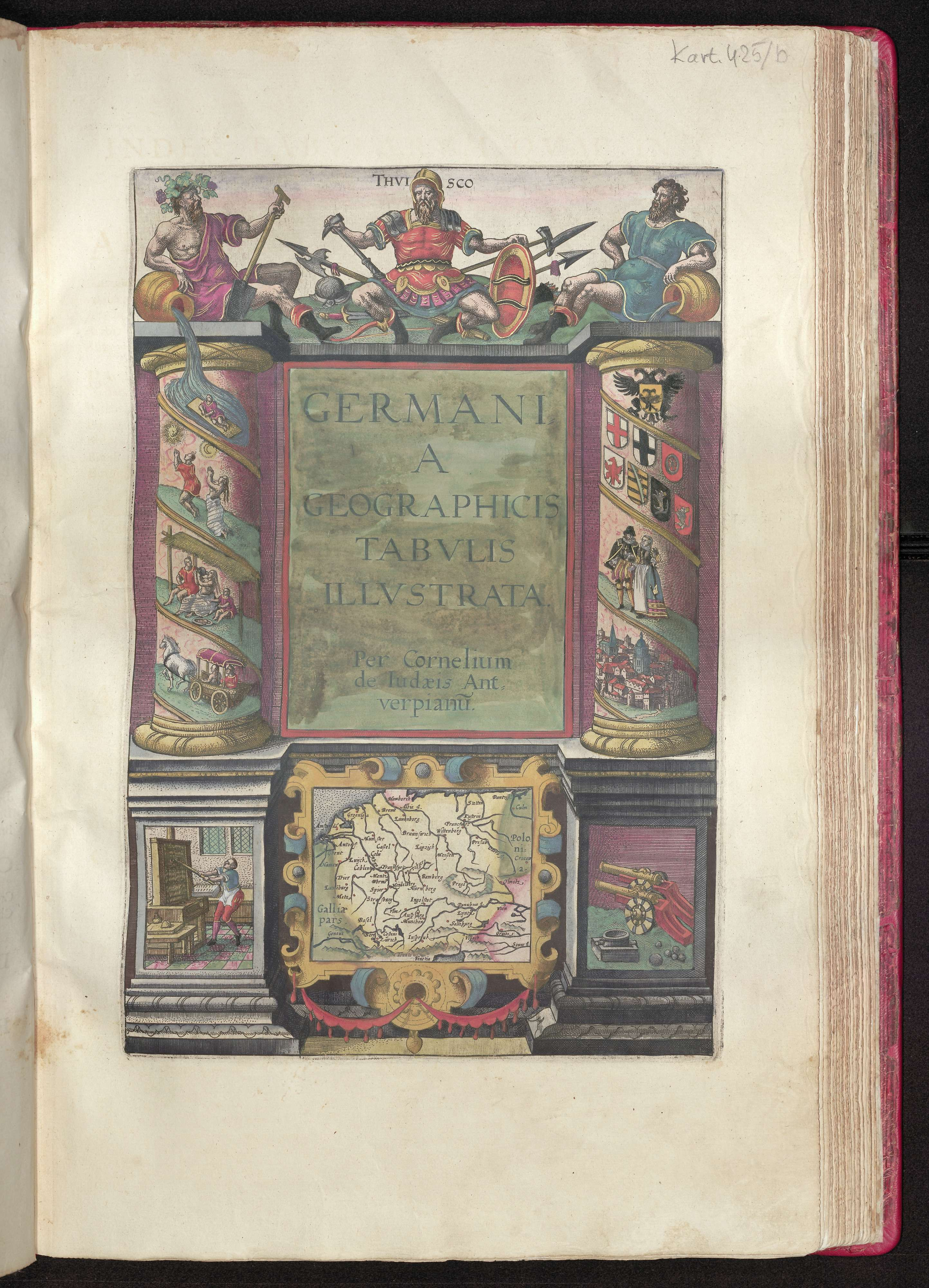
Frontispis do drugiej części wydania atlasu Speculum orbis terrae z 1593 roku

## Wydanie drugie (1593 rok)
Drugie wydanie ukazało się w Antwerpii, a wydrukował je Arnout Cornix (Arnold Coninx). Istnieją dwa warianty tej edycji różniące się główną stroną tytułową: w jednej wersji tytuł brzmiał: SPECVLVM | ORBIS | TERRARVM, a w drugiej: SPE= | CVLVM | ORBIS | TERRAE.
Materiały przygotowano częściowo jeszcze za życia Gerarda de Jode, o czym świadczą sygnatury na wielu mapach (np. "Gerardus de Iode excudebat" – pol. "Gerard de Jode odbił/wydał"). Datowanych jest jednak tylko 5 map (w części 1: folio 1 – 1589 rok, folio 7 – 1593 rok, folio 11 – 1583 rok, w części 2.: folio 33 – 1569 rok, folio 39/45 – 1579 rok) Cornelis de Jode dodał 10 kolejnych tablic, z których 2 są sygnowane przez niego, a 5 jako wydawnictwo dziedziców Gerarda de Jodego. Badacze ustalili, że oprócz de Jodych autorami map w atlasie jest ponad trzydziestu kartografów, z czego nazwiska ponad dwudziestu wydrukowano na mapach. Również w tym wydaniu duży był wkład Jana i Łukasza van Deutecum, natomiast jedna z dwóch tablic przedstawiających stany Świętego Cesarstwa Rzymskiego Narodu Niemieckiego sygnowana jest przez Antona Wierixa.
Cornelis de Jode zadbał o opracowanie nowego frontispisu do części drugiej. Na początku atlasu zamieścił również dedykację dla biskupa Bambergii Neidharda von Thüngen, który najprawdopodobniej wydatnie pomógł w ponownej publikacji atlasu. Cornelis dodał również wprowadzenie do geodezji autorstwa Michela Coigneta pt. Introductio mathematica in pulcherrrimas ac certissimas huius Speculi orbis terrarum tabulas geographicas... (pol. Wyśmienite i godne zaufania wprowadzenie matematyczne [tj. geodezyjne] do map geograficznych zamieszczonych w Speculum orbis terrarum) oraz wykaz autorów, których dzieła wykorzystano w tekstach wydrukowanych na odwrocie map. Ich treść została również przeredagowana i raczej skrócona niż uzupełniona. W drugim wydaniu Speculum orbis terrae poszczególne tablice numerowane są cyframi arabskimi. Znalazły się w nim ostatecznie 84 tablice ze 110 mapami oraz – w części 2. – dwie tablice z personifikacjami stanów Świętego Cesarstwa Rzymskiego Narodu Niemieckiego ukazanymi pod postaciami bogato odzianych mężczyzn.

Zakres tematyczny obu części atlasu nie uległ zbytnim zmianom w porównaniu do wydania pierwszego, jakkolwiek pierwotny materiał został zaktualizowany i uzupełniony o nowe mapy. Na uwagę zasługuje m.in. niewystępująca w wydaniu z 1578 roku mapa świata w układzie hemisferycznym wg Petrusa Planciusa. Na nowo opracowano m.in. mapy Europy, Azji, Afryki, Francji, Niemiec i Niderlandów. W części 1. znalazły się 33 karty numerowane i jedna bez numeracji z mapą Chin. Natomiast w części 2. pt. GERMANI- | A | GEOGRAPHICIS | TABVLIS | ILVSTRATA zamieszczono 51 tablic, w tym 2 tablice ze wspomnianymi stanami Cesarstwa (folio 1-2) oraz zdublowaną tablicę 3 z dodatkowym opisem do mapy Cesarstwa (De mari germanico). 

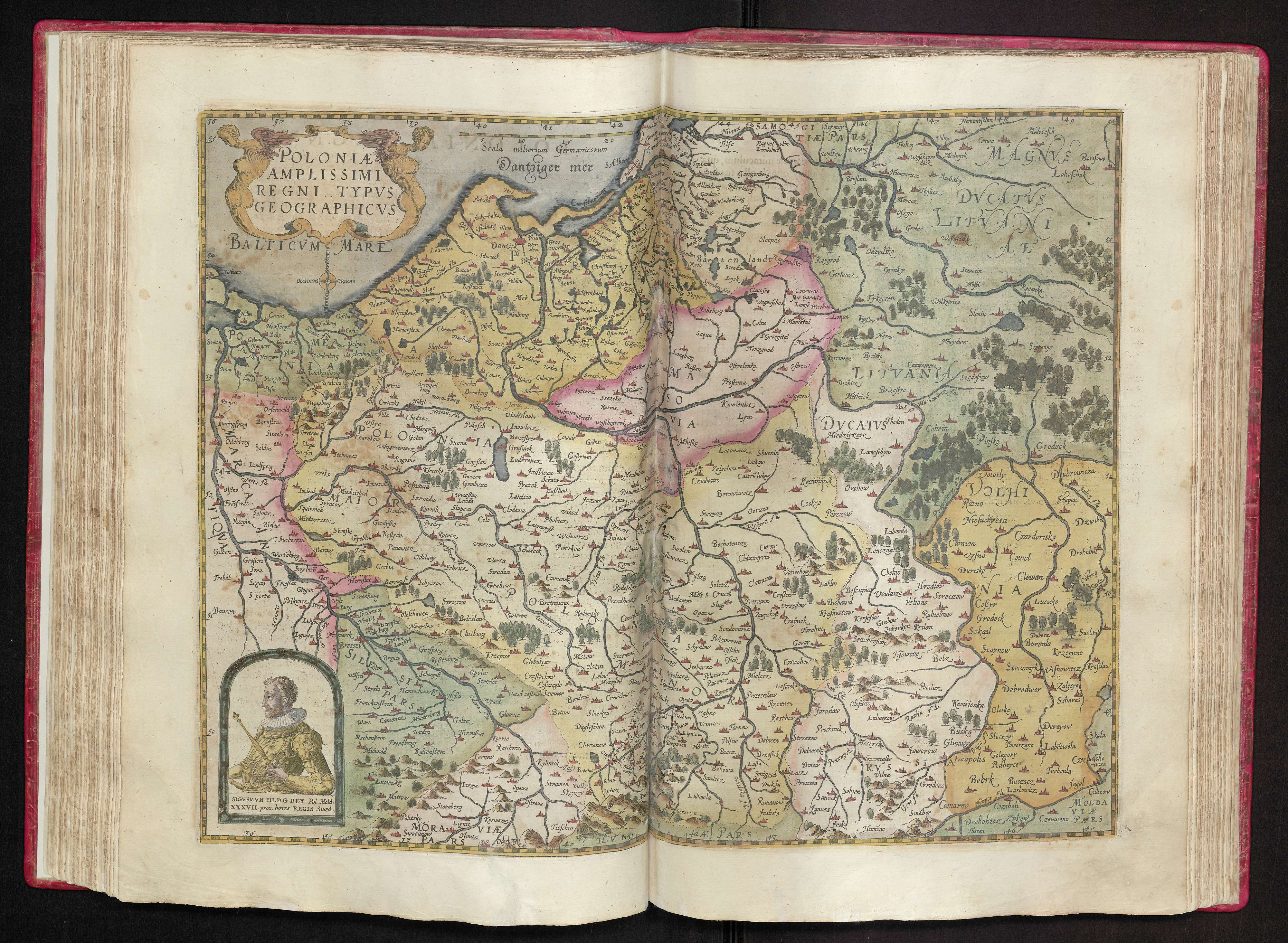
Mapa Polski z drugiego wydania atlasu Speculum orbis terrae (1593 rok)

Ziemie częściowo składające się na dzisiejszą Polskę ukazano na 4 mapach zamieszczonych w części 2 atlasu tj.: PRVSSIAE | REGIONIS SARMA= | TIAE EVROPAE NOBIBI=[sic!] | lissimae Noua et vera descriptio (folio 6), POLONIAE | AMPLISSIMI | REGNI..TYPVS | GEOGRAPHICUS (folio 10), SILESIAE DVCATVS TYPICE (folio 13), DVCATVS. OSWIECZIME. ET . ZATORIESIS | Descriptio (folio 13, tereny dawnego Księstwa Oświęcimskiego, obecnie część województwa małopolskiego).
Według Piotra Pawłowskiego drugie wydanie atlasu Speculum orbis terrae jest doskonalsze: zawiera mniej błędów w opisach map, a odwzorowania kartograficzne są dokładniejsze.

## Atlas w zbiorach publicznych w tym polskich
Trudności ze zbytem obu edycji atlasu de Jodych sprawiły, że do dziś zachowało niewiele, często niekompletnych egzemplarzy. Pieter van der Krogt zidentyfikował w zbiorach publicznych 31 egzemplarzy wydania pierwszego i 45 wydania drugiego.
Bibliografia van der Krogta nie wymienia jednak egzemplarzy w zbiorach polskich. Według Katalogu atlasów i dzieł geograficznych. 1528-1945 w 1968 r. w Polsce znajdował się tylko jeden egzemplarz drugiego wydania, przechowywany w bibliotece Instytutu Geografii i Przestrzennego Zagospodarowania Polskiej Akademii Nauk w Warszawie (sygn. 1369). Nie był kolorowany i miał liczne braki, a w 1993 roku został skradziony.
Dopiero w 2006 roku Piotr Pawłowski zidentyfikował kolejny egzemplarz wydania drugiego w zbiorach Muzeum Ziemi Kujawskiej i Dobrzyńskiej we Włocławku. W 1966 roku podarował go Michał Nawrocki (1902-1993) – włocławski samorządowiec, architekt miejski i kierownik Nadzoru Budowlanego Wydziału Urbanistyki i Architektury Miejskiej Rady Narodowej. Nie wiadomo jednak, w jakich okolicznościach Nawrocki nabył atlas. Egzemplarz ten zachował piękne, ręczne kolorowania tablic, lecz brakuje w nim strony tytułowej, dwóch kart z personifikacjami stanów Świętego Cesarstwa Rzymskiego Narodu Niemieckiego i 6 tablic z 9 mapami. W 2009 roku przeprowadzono jego konserwację oraz digitalizację, na zakończenie których zorganizowano konferencję poświęconą atlasowi.
W 2009 roku Kazimierz Kozica odnalazł kolejny egzemplarz drugiego wydania Speculum orbis terrae w zbiorach Biblioteki Muzeum Narodowego w Warszawie. Również w tym wypadku nie jest znane jego pochodzenie, lecz najpewniej trafił do muzealnej biblioteki po 1945 roku. Egzemplarz zachował kolorowania tablic, ilustracji i ozdobników drukarskich, a brakuje w nim tylko głównej strony tytułowej oraz 4 tablic z 6 mapami. W latach 2019–2020 atlas poddano konserwacji i digitalizacji, a jego kopia cyfrowa została udostępniona on-line w Mazowieckiej Bibliotece Cyfrowej.

Wybrane tablice z drugiego wydana atlasu (1593 rok)
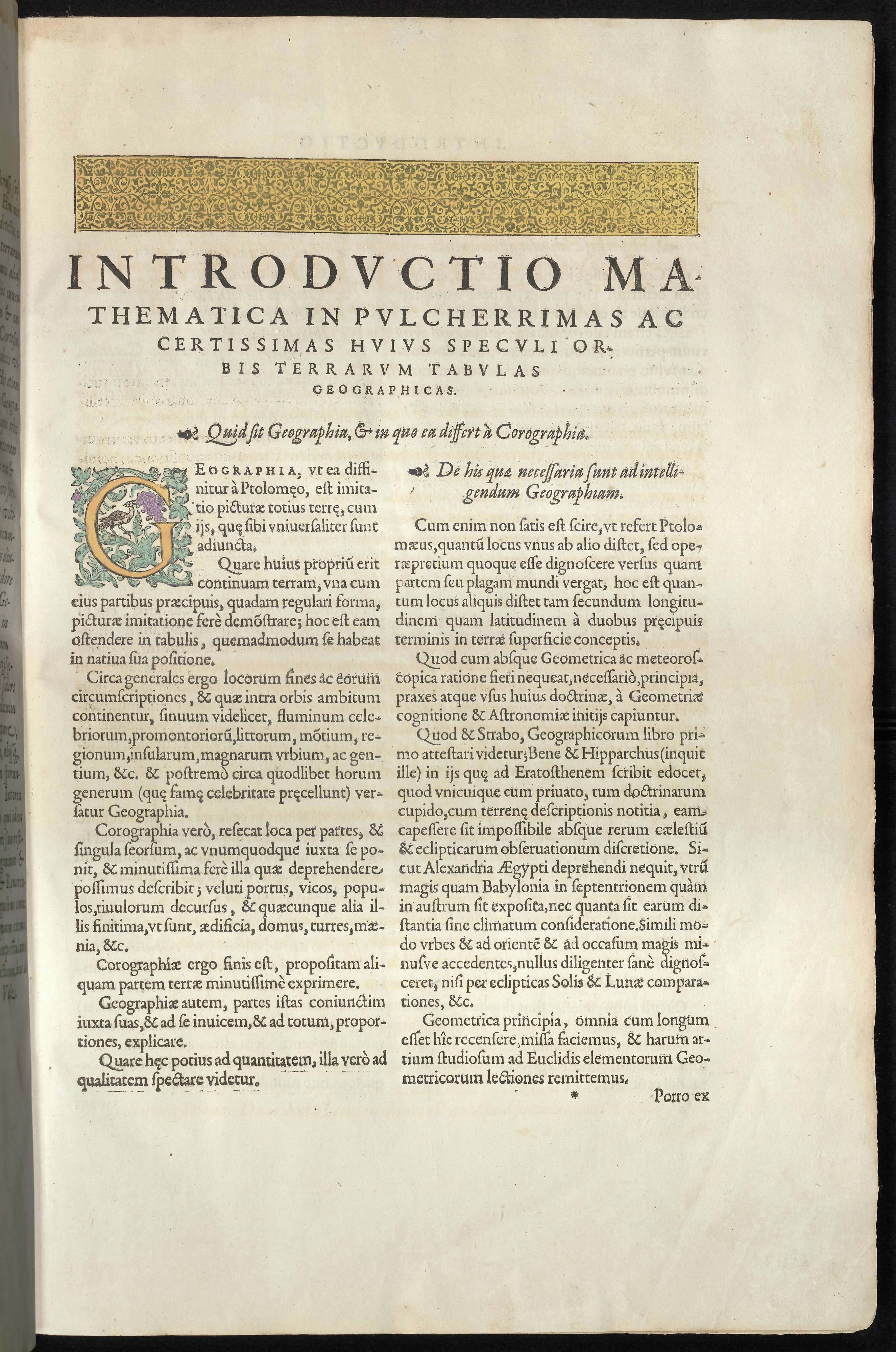
Pierwsza strona wstępu do geodezji Michela Coigneta
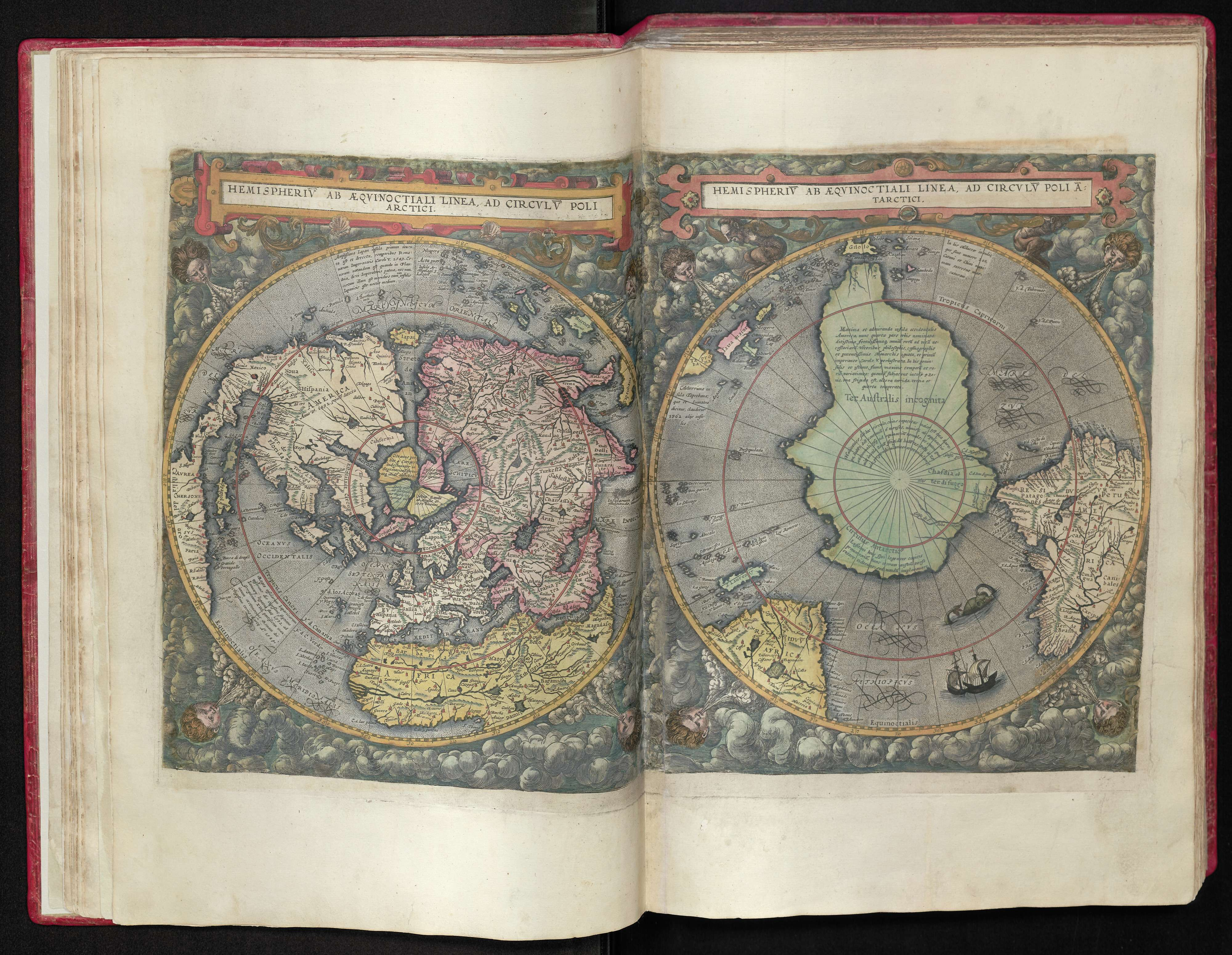
Mapy hemisfer
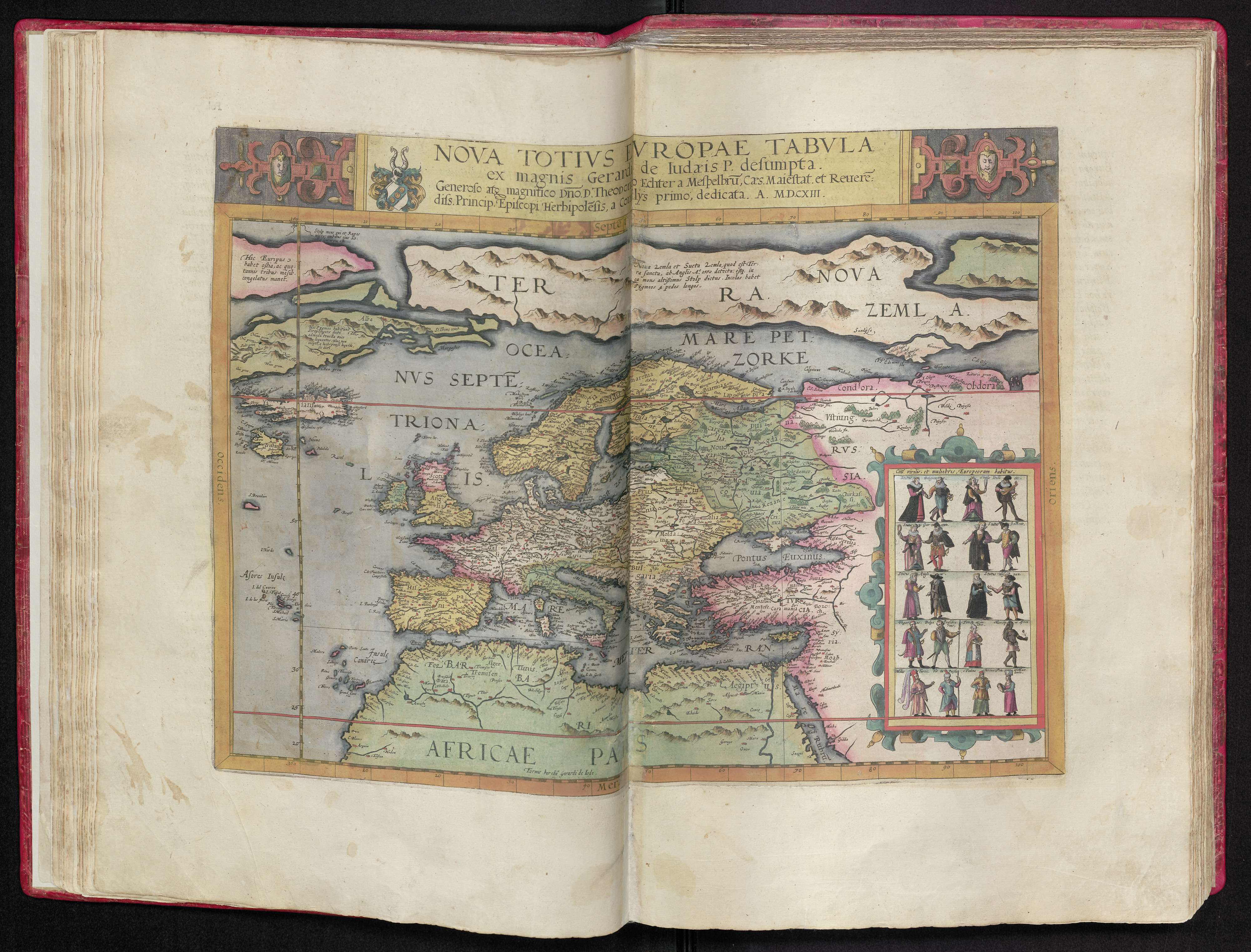
Mapa Europy
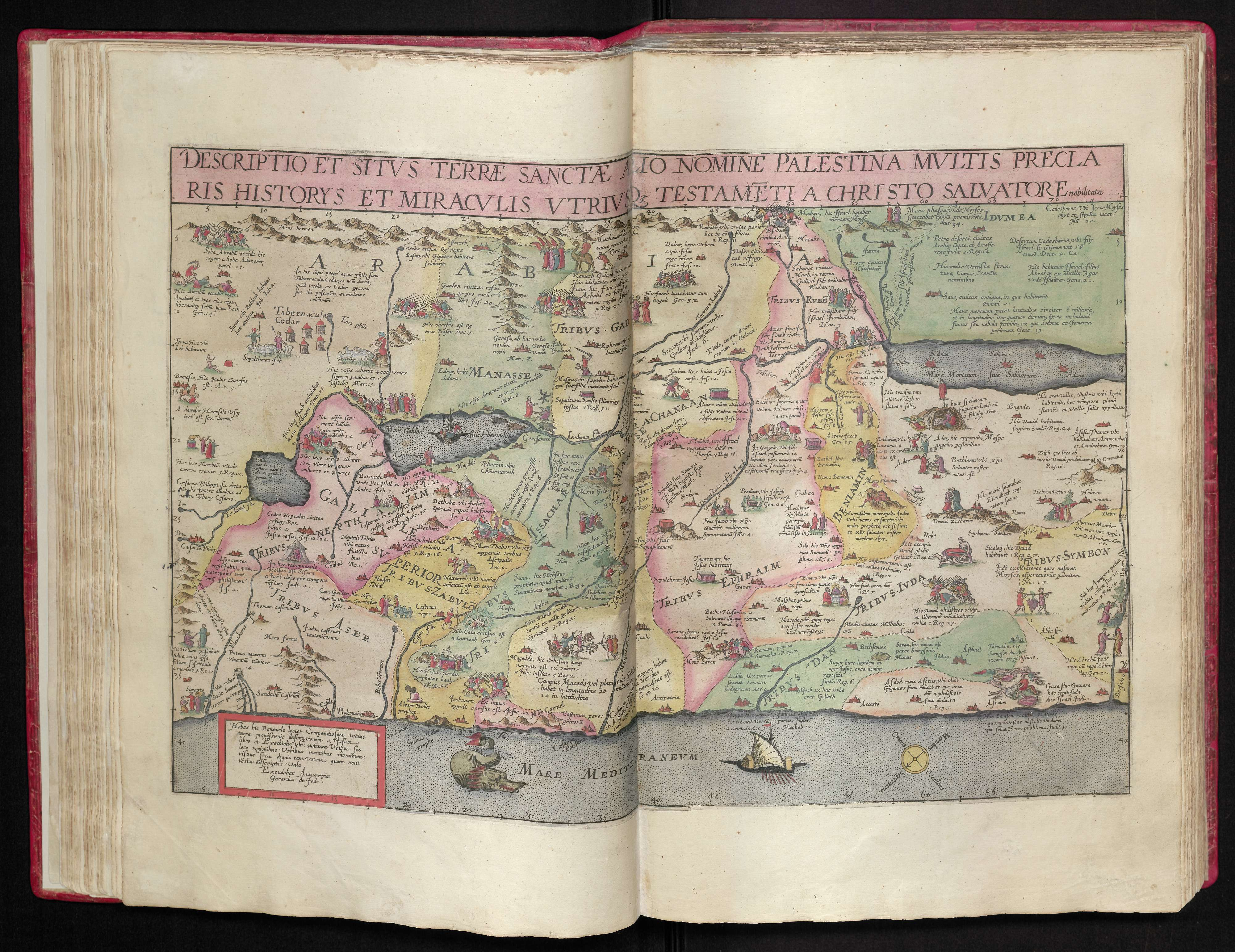
Mapa Ziemi Świętej z ukazaniem scen biblijnych
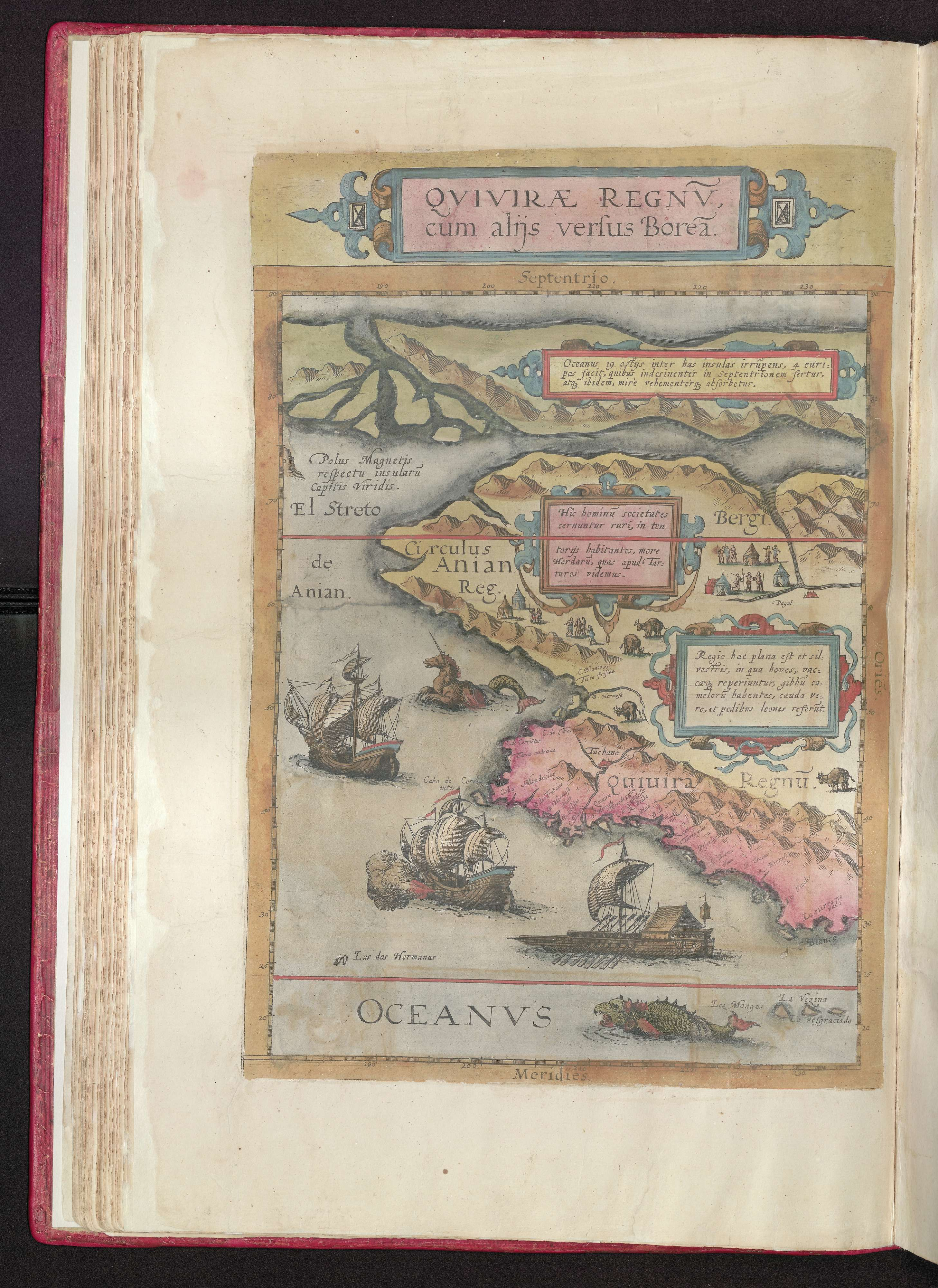
Mapa Qwiwiry (Quiviry) jednego z legendarnych Siedmiu Złotych Miast
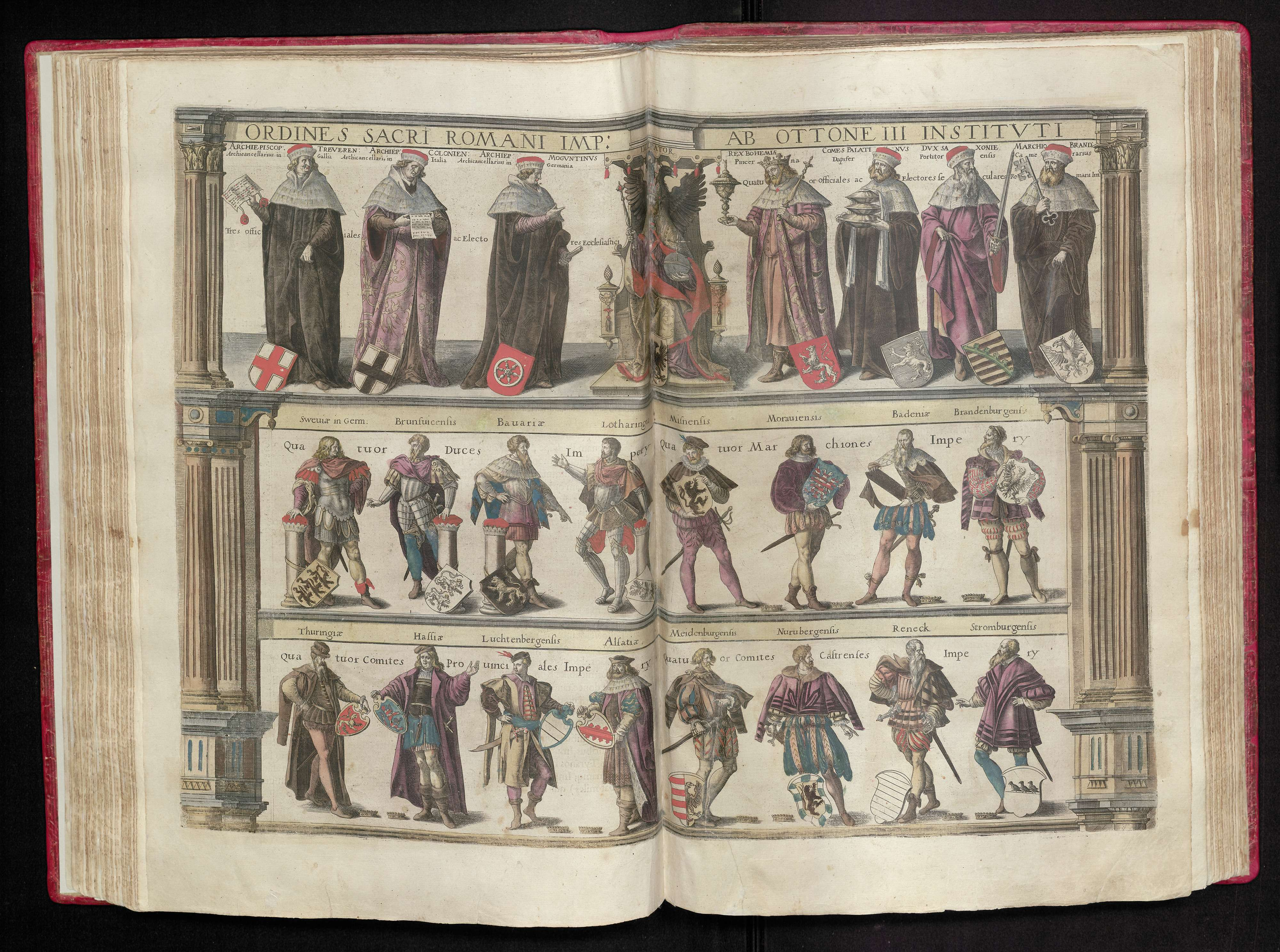
Personifikacje stanów Świętego Cesarstwa Rzymskiego Narodu Niemieckiego (tablica pierwsza z dwóch)
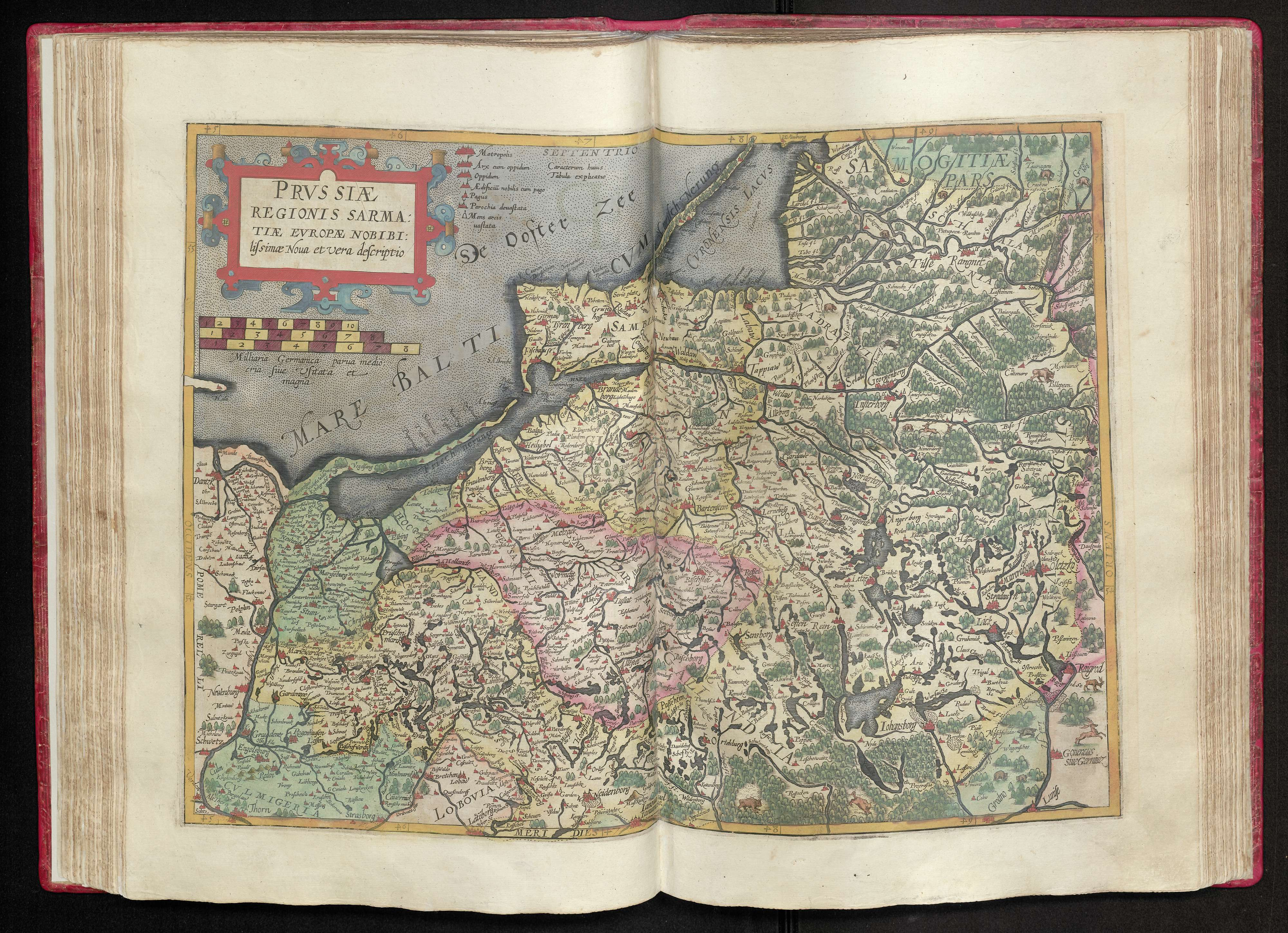
Mapa Prus
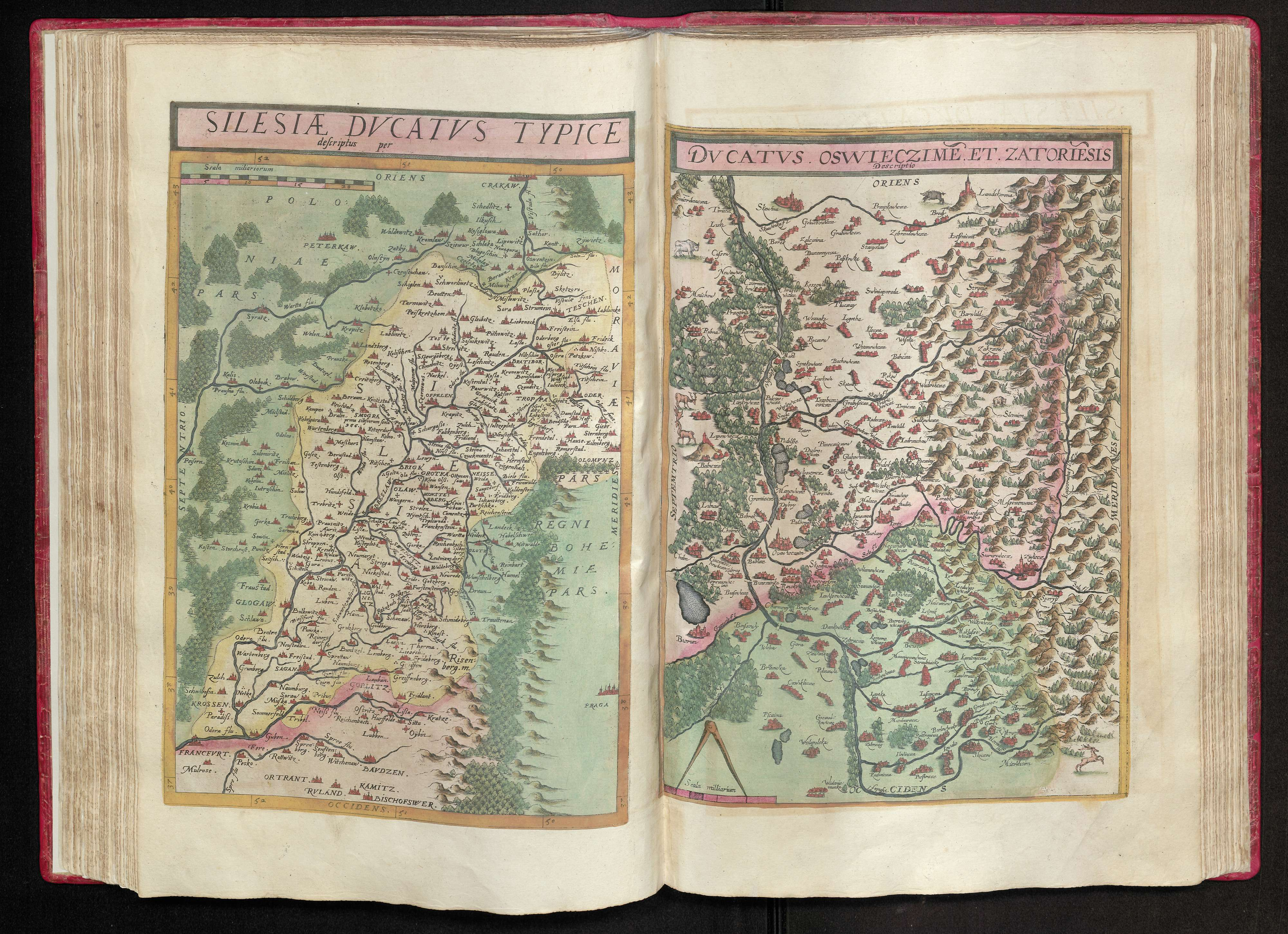
Mapy Śląska, Księstwa Oświęcimskiego i Zatorskiego